# Steinkreuz (Großschwabhausen)
In Großschwabhausen in Landkreis Weimarer Land wurde ein mittelalterliches Steinkreuz bzw. Sühnekreuz gefunden, das im Oktober 2014 aufgestellt und wieder eingeweiht wurde. Die Restaurierung konnte 2014 dank zahlreicher Spenden erfolgen. Es gilt als das größte Sühnekreuz in Thüringen und hatte vermutlich ursprünglich an einem anderen Ort gestanden. Das Steinkreuz wurde ca. in den Jahren 1350 bis 1400 aus Jenaer Muschelkalk angefertigt.
Dieser Stein mit den Maßen Höhe 2,20 m, Breite 0,98 m, Tiefe 0,28 m im sichtbaren Bereich hat eine bewegte Geschichte. Er befand sich bis etwa 1875 am nordöstlichen Ortsrand an der Straße nach Isserstedt und wurde später vermauert in einem heute nicht mehr vorhandenen Torbogen des Anwesens Nr. 5 im Ortskern, das sich neben dem neuen Feuerwehrhaus befindet. So wurde das Steinkreuz als Torstein verwendet. Deshalb kam es dazu, dass der eine Arm abgehauen und die Flächen zum Teil abgearbeitet wurden. Die Bruchstücke wurden 1998 beim Umbau der Hofeinfahrt des Grundstückes Nr. 5 aus dem südlichen Pfeiler entfernt und auf dem Platz oberhalb der Grundschule an der Lindenallee abgelagert, ohne dass sich hierfür jemand interessiert zeigte. Erst 2014 erkannte man den ortshistorischen Wert dieses Steines an und sorgte für die Bergung und Restaurierung auf Initiative des Vereins für Ortsgeschichte. Die Restaurierung erfolgte durch den Jenaer Steinmetzmeister Helmut Späte.
Auf der Liste der Kulturdenkmale in Großschwabhausen ist es verzeichnet mit dem Standort Ortslage Grünstreifen des Gartengrundstücks An der Hasel 15.